# Rudolf Holinka
Rudolf Holinka (17. ledna 1899 Trhové Sviny – 4. prosince 1953 Praha) byl český historik-medievista, editor a vysokoškolský pedagog. Jeho hlavním odborným zaměřením byly počátky českého křesťanství a otázky české reformace.

## Život
Po absolvování gymnázia v Českých Budějovicích studoval historii nejprve na filozofické fakultě Univerzity Karlovy v Praze, kde byl žákem Josefa Pekaře, a potom na filozofické fakultě Univerzity Komenského v Bratislavě, kde byl žákem a později i kolegou a přítelem Václava Chaloupeckého. Tam také nějakou dobu působil a vedl historický seminář (1925–1938). V roce 1926 obdržel titul PhDr.
V roce 1930 se oženil s Marií roz. Klapálkovou (1892–1976) z Litomyšle. V roce 1934 se habilitoval prací „Církevní politika arcibiskupa Jana z Jenštejna“.
Od roku 1939 působil v Praze, kde krátce vedl historický seminář na univerzitě a pak byl zaměstnán v rukopisném oddělení Univerzitní knihovny v Praze (1939–1947), kde mj. pořádal archivní fondy zrušených klášterů. V roce 1942 byl zvolen mimořádným členem komise České akademie věd a umění (ČAVU) pro vydávání pramenů k dějinám náboženského hnutí ve 14. a 15. století a v roce 1945 se stal členem komise pro soupis rukopisů ČAVU.
V roce 1947 byl jmenován řádným profesorem a působil pak až do své smrti v roce 1953 jako profesor obecných dějin na Filosofické fakultě Masarykovy univerzity v Brně.
Byl členem Královské české společnosti nauk.

## Dílo
- Sektářství v Čechách před revolucí husitskou. Bratislava, 1929
- Církevní politika arcibiskupa Jana z Jenštejna za pontifikátu Urbana VI. Bratislava, 1933
- Sv. Svorád a Benedikt, světci Slovenska. Bratislava, 1934.
- O Josefu Pekařovi: příspěvky k životopisu a dílu (ed.). Praha, 1937
- Traktáty Petra Chelčického o trojím lidu: o církvi svaté. Praha, 1940
- Barokní heraldická symbolika. In: Erbovní knížka na rok 1941. Praha, 1941
- K činnosti sv.Vojtěcha v Uhrách. Akord: revue pro literaturu, umění a život, 1942
- K literární činnosti českých dominikánů v 14. století. Řád: revue pro kulturu a život, 1942
- K dějinám středověkého aristotelismu: Mistr Jenek z Prahy. Řád: revue pro kulturu a život, 1943
- Svatý Vojtěch. Brno, 1947
- Hrdinové a věštci českého národa (ed.) Praha, 1947
- Chaloupeckého příspěvek vlastivědě. In: Časopis Společnosti přátel starožitností, roč. 60. Praha, 1952